# Willy Sundblad
Willy Sundblad (2 novembre 1917 – 26 maggio 1974) è stato un calciatore norvegese, di ruolo centrocampista.

## Carriera

### Club
Sundblad giocò con la maglia dello Skeid.

### Nazionale
Conta 2 presenze per la Norvegia. Esordì il 22 ottobre 1939, quando fu schierato in campo nella sfida persa per 4-1 contro la Danimarca.

## Palmarès

### Club

#### Competizioni nazionali
- Coppa di Norvegia: 1

Skeid: 1947